# Quintus Fabius Catullinus
Quintus Fabius Catullinus war ein im 2. Jahrhundert n. Chr. lebender römischer Politiker.
Durch Militärdiplome ist belegt, dass Catullinus von Oktober 127 bis Februar oder März 129 Statthalter der Provinz Africa war. Er war dann 130 zusammen mit M. Flavius Aper ordentlicher Konsul. Darüber hinaus ist er in mehreren Inschriften aufgeführt, die in Lambaesis gefunden wurden.